# Калганський район
Калга́нський район (рос. Калганский район) — район у складі Забайкальського краю Російської Федерації.
Адміністративний центр — село Калга.

## Населення
Населення — 7460 осіб (2019; 8771 в 2010, 10303 у 2002).

## Адміністративний поділ
Район адміністративно поділяється на 11 сільських поселень:
| Поселення                               | Площа, км² | Населення, осіб (2002) | Населення, осіб (2010) | Населення, осіб (2019) | Центр            | Населені пункти |
| --------------------------------------- | ---------- | ---------------------- | ---------------------- | ---------------------- | ---------------- | --------------- |
| Буринське сільське поселення            | 255,82     | 817                    | 629                    | 550                    | Бура             | 2               |
| Верхньо-Калгуканське сільське поселення | 205,49     | 397                    | 325                    | 314                    | Верхній Калгукан | 1               |
| Донівське сільське поселення            | 936,34     | 978                    | 800                    | 664                    | Доно             | 2               |
| Кадаїнське сільське поселення           | 67,55      | 1220                   | 1046                   | 869                    | Кадая            | 2               |
| Калганське сільське поселення           | 230,39     | 3735                   | 3425                   | 2975                   | Калга            | 1               |
| Козловське сільське поселення           | 426,07     | 218                    | 175                    | 160                    | Козлово          | 1               |
| Нижньо-Калгуканське сільське поселення  | 255,04     | 872                    | 749                    | 594                    | Нижній Калгукан  | 2               |
| Середньо-Борзинське сільське поселення  | 235,52     | 608                    | 452                    | 418                    | Середня Борзя    | 1               |
| Чингільтуйське сільське поселення       | 113,67     | 540                    | 441                    | 369                    | Чингільтуй       | 1               |
| Чупровське сільське поселення           | 326,94     | 581                    | 524                    | 415                    | Чупрово          | 1               |
| Шивіїнське сільське поселення           | 179,77     | 280                    | 205                    | 132                    | Шивія            | 2               |

- 2005 року Кадаїнське міське поселення перетворене в Кадаїнське сільське поселення[4].

## Найбільші населені пункти
| № | Населений пункт | Населення, осіб (2002) | Населення, осіб (2010) |
| - | --------------- | ---------------------- | ---------------------- |
| 1 | Калга           | 3735                   | 3425                   |
| 2 | Кадая           | 1220                   | 1046                   |
| 3 | Доно            | 978                    | 800                    |
| 4 | Нижній Калгукан | 872                    | 749                    |
| 5 | Бура            | 817                    | 629                    |